# هجوم دمشق (2013)
هجوم دمشق يشير إلى سلسلة من عمليات المعارضة التي بدأت في أوائل فبراير 2013 في مدينة دمشق وحولها.
في 6 فبراير شنت قوات المعارضة هجوما أطلق عليه اسم معركة أرماجيدون على أطراف وسط دمشق حيث دخلت المعارضة منطقة جوبر بدمشق بعد أن اجتاحوا حاجزا للجيش السوري. كما استولى مقاتلو المعارضة على أجزاء من الطريق الدائري في دمشق التي كانت بمثابة حاجز بين وسط دمشق والغوطة. كما شنت المعارضة هجمات على عدرا شمال شرق دمشق.
في 10 فبراير ادعى معارض أن قوات المعارضة استولت على نقطة تفتيش عسكرية أخرى في منطقة جوبر. ومع ذلك ذكر المرصد السوري لحقوق الإنسان أنه أثناء القتال من أجل الطريق السريع استعادت القوات الحكومية السيطرة على المنطقة بعد قصف مواقع المعارضة في اليوم السابق.
في 19 فبراير بدأت المعارضة نقل حمولات الشاحنات من الأسلحة المضادة للطائرات إلى جوبر في محاولة لتعزيز التقدم المحرز في منطقة شرق دمشق.
في 20 فبراير أصاب صاروخ سكود أطلقته القوات الحكومية مركز قيادة الميليشيا الإسلامية لواء الإسلام بالقرب من دوما التي كانت تقود الهجوم على الدوار ومنطقة جوبر. أصيب الشيخ زهران علوش قائد ومؤسس اللواء بجروح في الغارة. دمرت المنطقة وقتل أو جرح مقاتلون آخرون.
في 21 فبراير شنت المعارضة 3 تفجيرات بالسيارات المفخخة على أهداف أمنية في حي برزة بدمشق. كما أطلقت عدة قذائف هاون على مقر هيئة الأركان العامة للجيش السوري في ساحة الأمويين فضلا عن شوارع وميادين أخرى تشرف عليها الحكومة والمكاتب الأمنية بحسب السكان والناشطين. ادعى المرصد السوري لحقوق الإنسان أن 22 شخصا معظمهم من الجنود قتلوا في هذه الهجمات الأخرى.
في 27 فبراير ادعى المرصد السوري لحقوق الإنسان أن المعارضة أطلقت عدة قذائف هاون انفجرت في قسم القضاء والأدب العسكري بجامعة دمشق.
في 2 مارس أفيد عن قتال عنيف في داريا بين المعارضة والجيش السوري. أعلنت لجان التنسيق المحلية في سوريا أن المعارضة استهدفت عمود عسكري يحاول اقتحام داريا ودافعوا أيضا عن عدة محاولات قامت بها الحكومة لاقتحام جوبر.
في 3 مارس أفيد بأن المعارضة أطلقت عدة صواريخ على مقر قوات الأمن في دمشق وإن كان من غير المعروف ما إذا كانت هناك إصابات.
في 12 مارس قتل 30 من الفارين من الجيش في كمين نصبه الجيش بالقرب من دمشق أثناء توجههم نحو منطقة الغوطة الشرقية التي تسيطر عليها المعارضة.
في 18 مارس أطلقت المعارضة العاملة داخل دمشق قذائف هاون على القصر الرئاسي في دمشق على الرغم من عدم وضوح ما إذا كانت هناك إصابات.
في 21 مارس أسفر انفجار وقع في جامع إيمان في حي المزرعة عن مقتل ما يصل إلى 41 شخصا من بينهم رجل الدين السني الشيخ محمد سعيد رمضان البوطي. كان البوطي أحد أبرز مؤيدي الحكومة السورية من فرع الإسلام السني في سوريا. قال التلفزيون الحكومي السوري أن الانفجار هو تفجير انتحاري على الرغم من أن بعض السكان يدعون أنه نجم عن قنبلة هاون أصابت مكتبا سياسيا مجاورا.
في 25 مارس شنت المعارضة أحد أعنف عمليات القصف التي شنتها وسط دمشق منذ بدء النزاع وقيل أن مدافع الهاون أصابت ساحة الأمويين حيث يوجد مقر حزب البعث والمخابرات الجوية والتلفزيون الحكومي. بدأ الهجوم عندما تقدمت قوات المعارضة إلى منطقة كفر سوسة في دمشق ورد الجيش السوري بالمدفعية التي أطلقت من جبل قاسيون.